# فاناغارام
فاناغارام (بالإنجليزية: Vanagaram)‏ هي منطقة سكنية تقع في الهند في تامل نادو.